# IC 5076
IC 5076 је рефлексиона маглина у сазвјежђу Лабуд која се налази на листи објеката дубоког неба у Индекс каталогу.
Деклинација објекта је + 47° 23' 42" а ректасцензија 20h 55m 33,0s. IC 5076 је још познат и под ознакама LBN 394, CED 185.